# هايلي روجرز
هايلي روجرز (بالإنجليزية: Hayley Rogers)‏ هي لاعبة كرة الريشة بريطانية، ولدت في 7 سبتمبر 1992.

## وصلات خارجية
- هايلي روجرز على موقع BWF.tournamentsoftware.com (الإنجليزية)
- هايلي روجرز على موقع BWFbadminton.com (الإنجليزية)